# Rogério Fidélis Régis
Rogério Fidélis Régis (Campinas, 28 de Fevereiro de 1976), é um ex-futebolista brasileiro que atuava como lateral ou meia. Iniciou carreira como profissional no União São João, da cidade paulista de Araras.

## Palmeiras
Jogou pelo Palmeiras entre 1996 a 2000. Sendo campeão da libertadores pelo Palmeiras. Ao final do contrato, mudou-se para o Corinthians.

## Corinthians
Jogando no Corinthians, consagrou-se ao fazer o gol de falta que deu ao time o título do Torneio Rio-São Paulo de 2002, num empate em 1–1 contra o São Paulo. Ficou lembrado para sempre ao levar as famosas "pedaladas" do atacante Robinho na final do Campeonato Brasileiro de 2002, entre Santos e Corinthians, que sagrou a equipe do litoral paulista campeã.
Em 2003, redimiu-se de sua falha na final do ano anterior, marcando um dos gols na final do Campeonato Paulista, fazendo com que o time alvinegro vencesse o jogo de ida contra o rival São Paulo por 3–2. O "Timão" ganhou mais tarde o jogo de volta pelo mesmo placar (3–2).

## Títulos
Palmeiras
- Copa do Brasil: 1998
- Copa Mercosul: 1998
- Copa Libertadores da América: 1999
- Torneio Rio–São Paulo: 2000

Corinthians
- Campeonato Paulista: 2001 e 2003
- Torneio Rio–São Paulo: 2002
- Copa do Brasil: 2002